# Венесуэльско-кабо-вердианские отношения
Венесуэльско-кабо-вердианские отношения —  двусторонние дипломатические отношения между Боливарианской Республикой Венесуэла и Республикой Кабо-Верде.

## История
13 июня 2020 года в Кабо-Верде был арестован колумбийский бизнесмен Алекс Сааб, которого Министерство юстиции США определило как главного подставного лица Николаса Мадуро. Его арест произошёл, когда он летел на частном самолете с венесуэльской регистрацией из Каракаса в Тегеран, который приземлился для дозаправки и следовал по маршруту Иран-Россия. Через несколько часов министр иностранных дел Венесуэлы Хорхе Арреаса назвал арест «произвольным» и «незаконным». Правительство заявило, что Алекс Сааб был агентом правительства Венесуэлы, который вёл переговоры от имени Местного комитета снабжения и производства.
Через несколько часов после того, как исполнительный директор Кабо-Верде исключил Фернандо Хиля Алвеса Эвору, президента государственной фармацевтической компании Empprofac, после того, как он участвовал в секретной встрече в Каракасе по поводу Алекса Сааба, правительство Кабо-Верде ответило на критику, отрицая, что он принимал участие в встрече, заявив, что как член Интерпола он выполнил юридический мандат суда, который приказал произвести арест.